# Scaevola archeriana
Scaevola archeriana är en tvåhjärtbladig växtart som beskrevs av L.W.Sage. Scaevola archeriana ingår i släktet Scaevola och familjen Goodeniaceae. Inga underarter finns listade i Catalogue of Life.